# Dedza
Dedza   este un oraș  în  Malawi. Este reședința  districtului  Dedza.